# Prédio da antiga Previdência do Sul

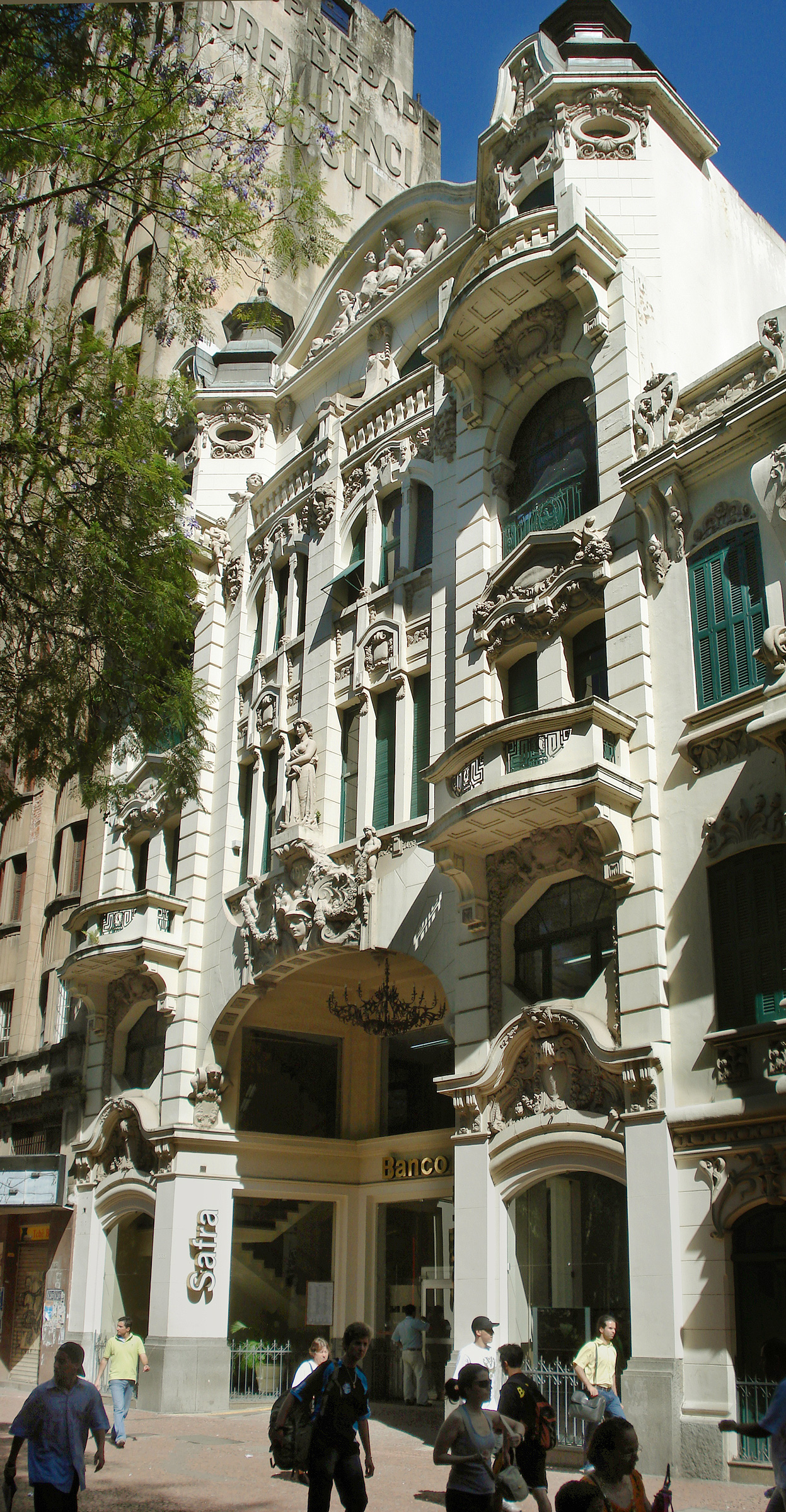
Fachada

O prédio da Previdência do Sul é um edifício histórico de Porto Alegre, localizado na rua dos Andradas, junto à Praça da Alfândega, no centro da cidade.
Foi inaugurado em 1913 como sede da Previdência do Sul, então uma das maiores companhias de seguros do estado. Mais tarde foi transformado no Cine Guarany, e hoje este edifício é ocupado pelo Banco Safra, que anexou também o prédio à direita, a antiga Farmácia Carvalho.
O projeto é de Theodor Wiederspahn, com engenharia de Rudolf Ahrons. A decoração da fachada foi entregue à oficina de João Vicente Friedrichs, e as esculturas foram obra de Wenzel Folberger. O prédio possui cinco pavimentos, com uma fachada profusamente ornamentada com aberturas de variado perfil, relevos e estatuária.
O conjunto é dividido em um bloco central e dois laterais. No térreo a entrada principal está inserida num pórtico recuado sob um grande arco, coroado por um frontispício. Lateralmente duas entradas menores organizam os estreitos blocos laterais, que possuem grandes balcões no terceiro pavimento. O quinto pavimento é recuado e apresenta uma grande sacada com balaustrada, que encontra eco nos blocos laterais. Arremata o prédio um frontão e duas cúpulas de bronze nos lados.
Dentre os grupos escultóricos destacam-se o do frontão, com quatro figuras, sendo a mais conspícua uma representação da Previsão, e o do frontispício, com uma cabeça de Hermes sustentando uma donzela que representa a Segurança da Navegação.